# کوتاماکو
کوتاماکو، سرزمین باتاماریبا یک منظره فرهنگی است که در سال ۲۰۰۴ به عنوان میراث جهانی یونسکو در شمال توگو ثبت شد.
این منطقه دارای برج‌های ساخته شده از گل و لای به سبک زندگی سنتی است.
خانه‌های گلی سنتی به عنوان سمبل ملی توگو شناخته می‌شود. بسیاری از خانه‌های گل دارای دو طبقه و برخی از آنها دارای یک سقف مسطح هستند.